# Alaverdoba

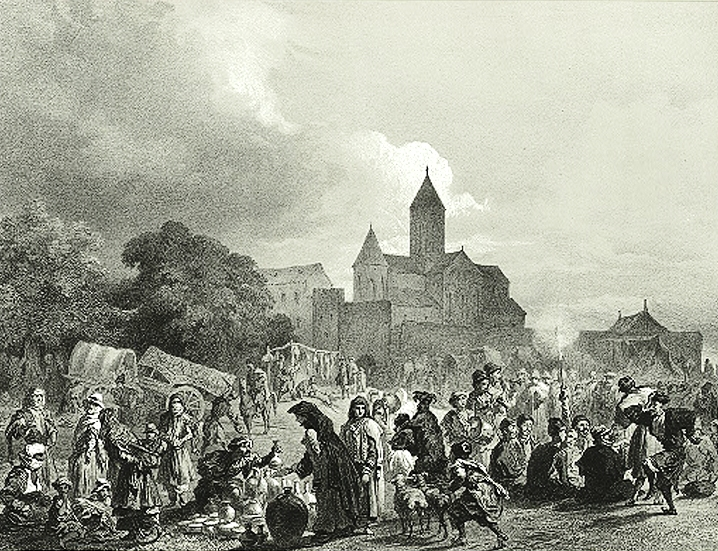
Festival Alaverdoba en 1847, grabado de Grigori Gagarin.

El festival Alaverdoba (en georgiano: ალავერდობა) es una celebración religiosa y folclórica celebrada en la región de Kajetia, en el este de Georgia. Tiene raíces en el festival de la cosecha. Se celebra en el monasterio de Alaverdí, del que deriva su nombre (el sufijo -oba implica atribución). El festival dura varios días, con su clímax en el 28 de septiembre, festividad de San José de Alaverdí de los Trece Padres Asirios, fundador del monasterio en el siglo XVI.
Históricamente Alaverdoba se prolongaba durante tres semanas en un ciclo de tres pasos, reflejando los cultos precristianos relacionados con la Luna. En el siglo XIX, al festival se agregó la tradición de una feria agrícola. Ha sido objeto de varias descripciones etnológicas contemporáneas, así como tema del documental Alaverdoba de Giorgi Shengelaya de 1962.
El festival sobrevivió a la época soviética y aún se celebra ampliamente en Kajetia, donde acuden las gentes locales así como visitantes de las comunidades vecinas, como los kist de la garganta de Pankisi.